# 谢尼亚文海军上将号岸防战列舰
谢尼亚文海军上将号岸防战列舰（俄语：Адмирал Сенявин）为俄罗斯帝国建造的乌沙科夫海军上将级岸防战列舰2号舰。归入波羅的海艦隊进行服役。日俄战争期间，俄国海军将本舰编入第二太平洋舰队，并启程前往旅顺港（俄方称亚瑟港），解救被日本海军围困在港内的俄国第一太平洋舰队主力。但在第二太平洋舰队依旧在海上航行时，日军即已攻陷旅顺要塞，第一太平洋舰队已经覆灭；第二太平洋舰队只能将目的地改为俄国在远东的另一个军港符拉迪沃斯托克（中文旧称海参崴）。1905年5月，以逸待劳的日本联合舰队主力在途中对马海峡堵住了劳师远征的第二太平洋舰队，并在对马海峡海战（日方称为日本海海战）中俘获本舰。
日军接收谢尼亚文海军上将号后对其进行了修复和改装，重新命名为见岛（日语：／ mishima），并编列为二等海防舰。1914年第一次世界大战初期，见岛即参加了日军对青岛的进攻。在日本海军服役期间，见岛多次接受改装，先后用作破冰船、潜艇母舰。
本舰的俄国名字来源于迪米特里·谢尼亚文，拿破仑战争时期的著名俄国海军将领。日本名字则来源于山口县海湾外、位于日本海的见岛。

## 建造背景及概述
十九世纪末，瑞典海军建造了一系列近岸装甲军舰，其设计思路是以斯堪的纳维亚半岛沿岸的峡湾复杂地区为基地进行作战，以猛烈火力摧毁所有靠近的相近吨位的敌人。为了回应瑞典的挑战，俄国也建造了一批岸防战列舰。乌沙科夫海军上将级3舰即计划的其中之一。本级采用低干舷外形，吃水浅，故此有“熨斗船”的外号；设计目的是作为近岸炮击，根本就没打算用来远航。
本舰的主要火力为两座45倍径254（10英寸）双联装火炮，一前一后。副炮为4门45倍径120（4.7英寸）单装炮。轻型火力包括10门哈奇开斯47毫米3磅速射炮，和12门37毫米炮。舰上还安装有4具381毫米鱼雷发射管，全部位于水线上方。
防护方面，主装甲带厚度254毫米，两端减少为203毫米，下部装甲带厚度为127毫米。司令塔前部装甲为203毫米，后部为152毫米。甲板和中部则是25毫米厚的装甲甲板。火炮方面，炮座和炮塔垂直部分的防护水平为178毫米，顶盖则是38毫米。

## 舰历

### 俄国海军服役期间
1892年初，俄国海军正式下达了订单。6月，圣彼得堡波罗的造船厂开始为本舰开展前期准备工作。1892年8月2日，圣彼得堡波罗的海船厂开始动工兴建本舰。本舰的建造进度比预定的计划要慢得多，虽然前期准备比姊妹舰乌沙科夫海军上将号要早，但下水要晚得多。1894年8月22日（俄历8月10日）本舰下水，1986年秋开始进行海试，并进入波罗的海舰队服役。由于火炮交付延期，本舰的建造一直拖延到1897年。
1904年底，日俄战争爆发。俄国在远东战况不利，原太平洋舰队旅顺分舰队一直受困于旅顺港内，多番突围均徒劳无功。同年俄国开始抽调波罗的海舰队的舰艇组成第二太平洋舰队，由罗杰斯特文斯基海军中将率领，10月8日（俄历9月25日）起航前往旅顺，企图解救第一太平洋舰队。本级3舰因为只针对波罗的海近海设计，适航性较差，不适合远洋作战，罗杰斯特文斯基一开始并没有将其挑选入自己的队伍。
俄国海军部忧虑第二太平洋舰队实力不够，于是半路上又命令尼古拉·涅鲍加托夫海军少将组成第三太平洋舰队前往支援。这次3艘乌沙科夫海军上将级都随队出征；谢尼亚文海军上将号在战队内序列第2。第二、第三太平洋舰队会合后，第三太平洋舰队改称第三战列舰战队。罗杰斯特文斯基很反感这些设计过时的老舰，将这些难堪大用的老舰称之为“悬挂在我脖子上的磨盘”。
5月27日，当天俄军的作战序列是第一战列舰战队、第二战列舰战队、涅鲍加托夫率领的第三战列舰战队，后面是医院船、运输船、修理船等，由轻型舰艇护卫。在面对日军巡洋舰的侦察压迫时，罗杰斯特文斯基发出了自相矛盾的命令，导致第二战列舰战队脱离了主战列。中午前后东乡平八郎海军中将率领的联合舰队，截住了北上的俄国舰队，对马海峡海战爆发。罗杰斯特文斯基发出命令企图让孤悬在外的第二战列舰战队返回战列，这一命令引起了更大的混乱，航速较快的第二战列舰战队被迫减速，而跟在后面的第三战列舰战队也要为腾出位置而减速甚至停车，俄军战列陷入一片混乱。就在这时候日舰逼近炮击，双方展开混战。第一、第二战列舰战队向日军的战列舰射击，第三战列舰战队则瞄准了日军的装甲巡洋舰，对八雲、淺間、日進造成一定损伤。此后日舰专注于攻击第一、第二战列舰战队，排在队伍末尾的第三战列舰战队射程不够，无甚作为。当晚日军鱼雷艇发起了一轮又一轮无休止的攻击，各俄舰损失惨重，唯有第三战列舰战队没有装备探照灯，反而受伤较少，谢尼亚文海军上将号在日军的鱼雷夜袭中没有受损。次日28日，涅鲍加托夫指挥着残存的4艘主力舰企图继续北上。09:30起，日军主力发起了对俄军残存主力舰的最后围攻。4艘俄舰无论火炮数量、射程还是航速均远逊于日舰，多舰负伤情况严重；而日军主要舰艇无一损失，状态也大致完好。无奈之下涅鲍加托夫被迫率队向日军投降。4舰均为日军所俘获。

### 日本海军服役期间

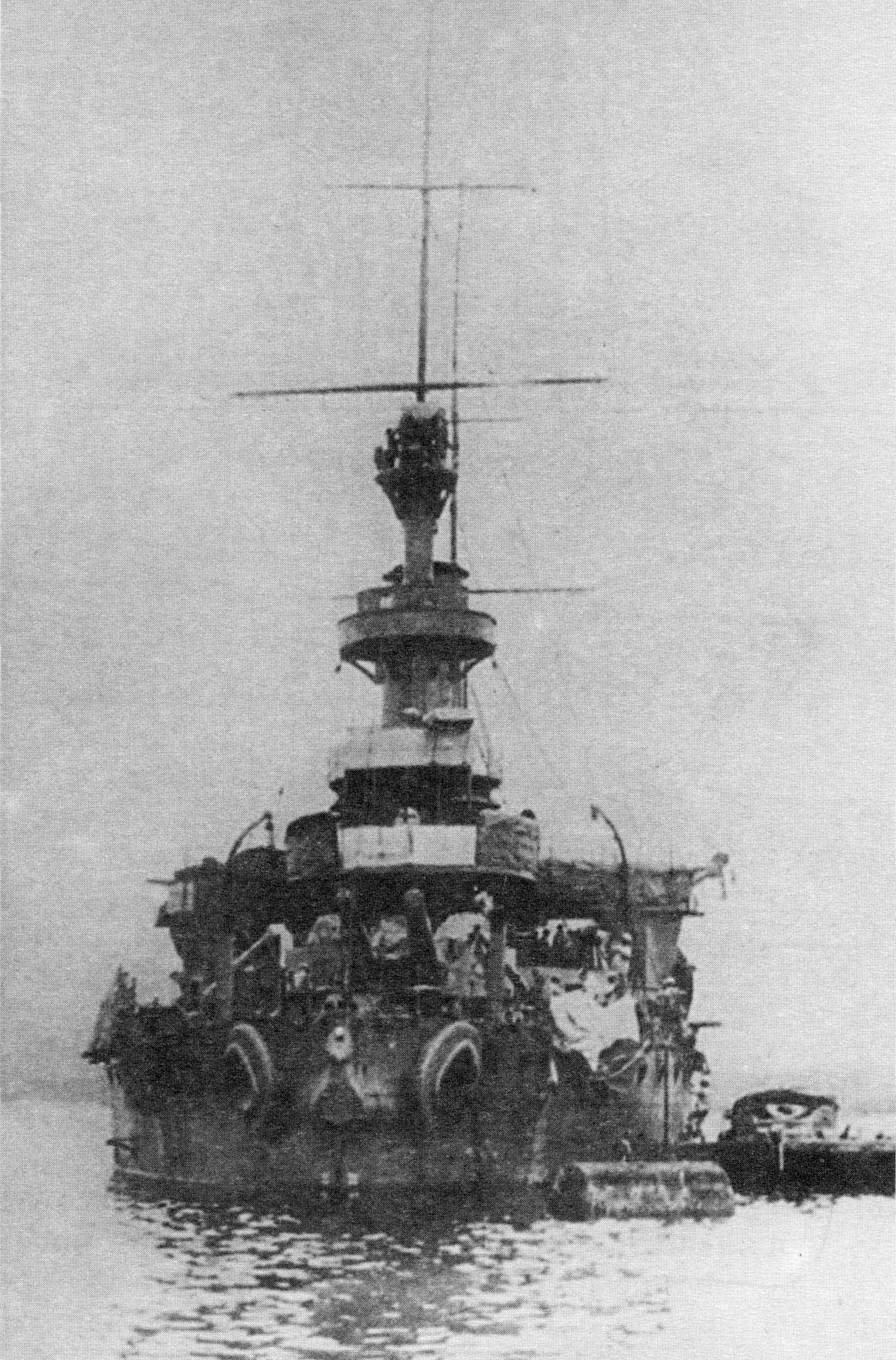
见岛号，摄于1905年

1905年6月6日，日本海军将对马海峡海战捕获的5艘俄舰改名，本舰改名为“见岛”。同一天5舰均编入日本海军，见岛列入佐世保镇守府籍。
1914年，第一次世界大战爆发后不久，日本方面将从俄军捕获的军舰组成第二舰队第二战队，见岛也参加了作战，在青島戰役中封锁并炮轰青岛港。
1918年（大正7年），日本为了干涉西伯利亚而对见岛进行改装，拆除了前部炮塔，在舰艏安装破冰设备成为破冰船。此后日本海军将见岛派遣至符拉迪沃斯托克一带执行任务。
1921年4月1日，日本海军将见岛改列为潜艇母舰。
1922年（大正11年）4月1日，日本方面将见岛从海军中除籍，并从舰艇类别等级表删除，改作杂役船，与千代田一同划入特务艇类别，改作潜艇母舰（潜艇补给船）。
1935年（昭和10年）10月10日，日本方面将见岛除籍。
1936年（昭和11年）1月10日，日本海军为本舰拟定代号为“第七号废弃舰（日语：廢艦第七號）”，改作为靶舰。5月上旬，本舰用作航空母舰鳳翔的演习用靶舰，随后由常磐拖曳前往宿毛湾。5月5日在拖曳途中，于都井岬海湾对开海面，本舰从舰艏开始进水。16:43本舰完全没入水中。

## 历任舰长

### 俄国舰长
不详

### 日本舰长
下表系根据《日本海軍史》第9、10卷《将官履歴》，以及《官報》进行整理。
- 和田賢助 海军大佐：1905年6月14日 - 1905年12月12日
- （兼）高木助一 海军大佐：1905年12月12日 - 不詳
- 高橋助一郎 海军大佐：不詳 - 1907年9月28日
- 東郷吉太郎 海军大佐：1907年9月28日 - 1908年7月11日
- 山田猶之助 海军大佐：1908年7月11日 - 9月15日
- 上村经吉 海军大佐：1908年9月15日 - 12月10日
- 森義臣 海军大佐：1909年11月1日 - 1910年4月9日
- 松冈修藏 海军大佐：1910年4月9日 - 12月1日
- （兼）榊原忠三郎 海军大佐：1910年12月1日 - 1911年1月16日
- （兼）水町元 海军大佐：1911年1月16日 - 4月1日
- （兼）今井兼胤 海军大佐：1911年4月1日 - 1912年12月1日
- （兼）本田親民 海军大佐：1912年12月1日 - 1914年5月27日
- （兼）三輪修三 海军大佐：1914年5月27日 - 不詳
- （兼）有馬純位 海军大佐：不詳 - 1915年10月1日
- （兼）大島正毅 海军大佐：1915年10月1日 - 12月13日
- （兼）四元賢助 海军大佐：1915年12月13日 - 1917年5月8日
- （兼）島内桓太 海军大佐：1917年5月8日 - 12月1日
- （兼）篠崎真介 海军大佐：1917年12月1日 - 1918年5月3日
- （兼）安村介一 海军大佐：1918年5月3日 - 11月10日
- （兼）福地嘉太郎 海军大佐：1918年11月10日[40] - 12月5日[41]
- 横地錠二 海军大佐：1918年12月5日 - 1919年2月21日
- （兼）福地嘉太郎 海军大佐：1919年2月21日[42] -
- 坂元貞二 海军大佐：1920年1月30日 - 6月3日
- （兼）福地嘉太郎 海军大佐：1920年6月3日[43] -
- 谷川清治 海军大佐：1920年12月1日[44] - 1921年12月27日[45]
- （兼）有泽四十九郎 海军大佐：1921年12月27日[45] -

## 同级舰
- 乌沙科夫海军上将号岸防战列舰
- 阿普拉克辛海军大将号岸防战列舰